# 3283 Skorina
3283 Skorina è un asteroide della fascia principale del diametro medio di circa 12,65 km. Scoperto nel 1979, presenta un'orbita caratterizzata da un semiasse maggiore pari a 2,3962466 UA e da un'eccentricità di 0,1007451, inclinata di 6,89375° rispetto all'eclittica.